# Acqui-hiring
Acqui-hiring, acq-hiring o acqhire (un acrónimo en inglés entre acquisition («adquisición») y hiring («contratación»), también llamado adquisición de talentos) es un neologismo que describe el proceso de adquirir una empresa principalmente para reclutar a sus empleados, en lugar de obtener el control de sus productos o servicios. Ben Zimmer rastreó la derivación de la frase a una publicación de un blog en mayo de 2005.
La adquisición de talento puede proporcionar una estrategia de salida relativamente favorable para los empleados, con el prestigio de ser comprada por una empresa más grande, combinada con el proceso típico de contratación. Un riesgo para la adquisición de talentos son los empleados que no están interesados en trabajar dentro de un entorno corporativo, lo que puede hacer que deserten a otro lugar.
A principios de la década de 2010, la contratación de adquisiciones se había vuelto cada vez más común en las empresas emergentes respaldadas por capital riesgo, especialmente dentro del competitivo sector de la tecnología (donde los ingenieros de software capacitados que trabajan para las empresas emergentes se consideraban lucrativos). En marzo de 2013, Facebook era la empresa con mayor desempeño en adquisiciones de talentos, con 12 en los últimos cinco trimestres fiscales. Una de esas compras de Facebook en 2009, FriendFeed, atrajo a varios exalumnos de Google de alto perfil a la empresa, incluido a Bret Taylor, quien se convirtió en director de tecnología de Facebook poco después de la compra. Twitter, Yahoo!, y Google se ubicaron junto a Facebook como empresas igualmente importante de adquisiciones de talento.
Por lo general, una empresa que realiza una adquisición de talento no muestra interés en los productos y servicios del target, lo que resulta en su discontinuación al momento de la compra (por lo que su personal se enfocará exclusivamente en incorporar sus conocimientos en los proyectos de su nuevo empleador) o algún tiempo después. El servicio de intercambio de archivos Drop.io fue cerrado después de su compra en 2010 por Facebook, mientras que FriendFeed permaneció inactivo (sin desarrollo de nuevas funciones y una base de usuarios que se reducía lentamente) hasta 2015, cuando fue suspendido.